# 120 Wall Street
120 Wall Street is een wolkenkrabber in art-decostijl aan de oever van de East River in New York. Het gebouw aan het oostelijke uiteinde van Wall Street opende zijn deuren in 1930 en is 122 meter hoog. Het trapsgewijze ontwerp van de wolkenkrabber is het gevolg van de Zoning Resolution van 1916 die voorwaarden stelde aan de hoogte en de vorm van gebouwen om te voorkomen dat ze te veel zonlicht weg zouden nemen op straatniveau. Tot de bouwwoede van de jaren zestig en zeventig was 120 Wall Street de enige wolkenkrabber in Lower Manhattan aan de oever van de East River. Sinds de jaren negentig huisvest het gebouw verscheidene non-profitorganisaties.

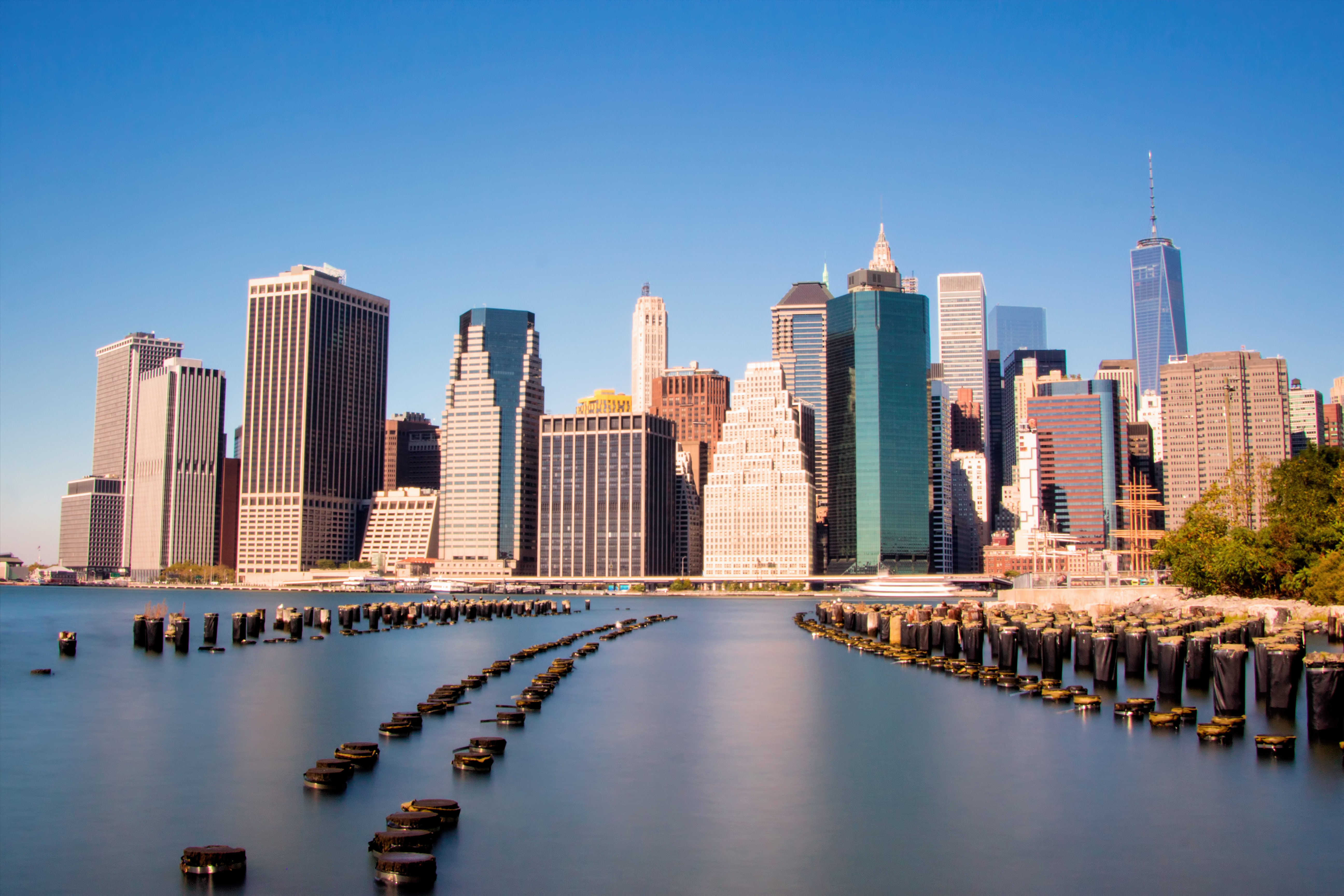
Lower Manhattan vanuit Brooklyn met rechts van het midden 120 Wall Street.